# Đế chế Babylon Cổ
Đế chế Babylon Cổ, hay Đế chế Babylon thứ nhất, là một quốc gia cổ đại nói tiếng Akkad tại nam Lưỡng Hà (nay là Iraq), tồn tại trong k. 1894 TCN - k. 1595 TCN, xuất hiện sau khi thời kỳ Sumer kết thúc với sự hủy diệt của vương triều thứ ba của Ur, và tiếp nối thời kỳ Isin-Larsa sau đó.
Babylon Cổ ban đầu là một tiểu quốc do người Amorite cai trị thành lập vào năm 1894 TCN, bao gồm thành Babylon, là chư hầu của Đế chế Akkad (2335-2154 TCN). Đến triều đại Hammurabi trong nửa đầu thế kỷ 18 TCN, Babylon được mở rộng đáng kể và thâu tóm các vùng lãnh thổ xung quanh. Đế quốc Babylon Cổ dần sụp đổ sau cái chết của Hammurabi và lại trở thành một vương quốc nhỏ. Babylon bị người Hitti cướp phá năm 1595 TCN, tạo cơ hội cho người Kassite chiếm được Babylon sau đó, lập nên Vương triều Kassite.

## Lịch sử

### Thời kỳ tiền Babylon
Babylon được đề cập đến sớm nhất trong một phiến đất sét từ triều đại Sargon của Akkad (2334-2279 TCN), có niên đại khoảng thế kỷ 23 TCN. Babylon chỉ đơn thuần là một trung tâm tôn giáo và văn hóa vào thời điểm này chứ không phải là một quốc gia độc lập hay một thành phố lớn. Năm 2170 TCN, đế chế Akkad bị người Guti từ dãy Zagros xâm chiếm.
Sau khi người Guti bị lật đổ, Đế chế Ur III (2112-2004 TCN) thống nhất khu vựk. Khoảng năm 2000 TCN, Ur suy yếu dần và bị người Amorite thôn tính phần lớn diện tích. Đối thủ lâu đời của Sumer ở phía đông, người Elam, cuối cùng đã lật đổ Ur. Điều này đánh dấu sự kết thúc của các triều đại Sumer, nhưng các triều đại sau đó đã tiếp nhận và kế thừa phần lớn nền văn minh Sumer.
Hai thế kỷ tiếp theo, được gọi là thời Isin-Larsa, đã chứng kiến miền nam Lưỡng Hà bị chi phối bởi cuộc cạnh tranh giành quyền thống trị của hai thành bang Amorite là Isin và Larsa.  

### Triều đại Amorite
Một trong những triều đại Amorite đã thành lập tiểu vương quốc Kazallu, bao gồm Babylon - khi đó vẫn là một thị trấn nhỏ, vào khoảng năm 1894 TCN.
Một thủ lĩnh Amorite là Sumu-abum đã chiếm đoạt các vùng lãnh thổ xung quanh Kazallu, bao gồm Babylon. Sumuabum đã thành lập nhà nước tại các tiểu quốc và thành trấn này, tuy nhiên, ông dường như chưa bao giờ xưng là Vua Babylon, cho thấy rằng Babylon vẫn chỉ là một tiểu thành trấn, chưa đủ để xác lập vương quyền.
Trong triều đại của các vị vua tiếp theo cũng không hề có ghi chép nào đề cập đến vương quyền tại Babylon. Sin-Muballit là người đầu tiên trong số những vị vua Amorite này chính thức được công nhận là vua của Babylon, nhưng chỉ được nhắc đến một phiến đất sét duy nhất. Dưới thời các vị vua này, Babylon vẫn là một quốc gia nhỏ và tương đối yếu, bị lu mờ bởi các quốc gia lâu đời và hùng mạnh hơn như Isin, Larsa, Assyria và Elam. Người Elam chiếm giữ những vùng đất rộng lớn ở miền nam Lưỡng Hà, và những vị vua Amorite đầu tiên phần lớn đều thần phục Elam.

### Đế chế của Hammurabi
Babylon vẫn là một thị trấn nhỏ trong một tiểu quốc cho đến vị vua Amorite thứ sáu, Hammurabi, 1792-1717 TCN (hoặc khoảng năm 1728 - 1686 TCN theo niên đại ngắn). Ông đã thực hiện những công trình xây dựng lớn ở Babylon, mở rộng nó từ một thị trấn nhỏ thành một thành phố lớn tương xứng với vương triều. Là một nhà cai trị hiệu quả, ông thành lập một bộ máy quan lại, đặt ra thuế và chính quyền trung ương. Hammurabi đã giải phóng Babylon khỏi ách thống trị của Elam, và đánh đuổi người Elamite khỏi miền nam Lưỡng Hà. Sau đó, ông đã chinh phục lần lượt toàn bộ miền nam Lưỡng Hà, bao gồm Isin, Larsa, Eshnunna, Kish, Lagash, Nippur, Borsippa, Ur, Uruk, Umma, Adab, Sippar, Rapiqum và Eridu. Các cuộc chinh phạt của ông đã mang lại cho khu vực sự ổn định sau thời kỳ hỗn loạn, và thống nhất các tiểu quốc thành một quốc gia; từ thời của Hammurabi trở đi, miền nam Lưỡng Hà được gọi là Babylonia.
Hammurabi cho quân đội lên phía đông và xâm chiếm khu vực sau này là Iran, chinh phục Elam, Guti, Lullubi và Kassite. Ở phía tây, ông đã chinh phục các vương quốc Amorite của Levant (Syria và Jordan hiện đại) bao gồm các vương quốc hùng mạnh Mari và Yamhad.
Sau đó, Hammurabi bước vào một cuộc chiến kéo dài với Đế quốc Cổ Assyria để giành quyền kiểm soát Lưỡng Hà và bá chủ Cận Đông. Assyria đã bành trướng ra phần lớn các khu vực Hurri và Hatti ở phía đông nam Anatolia từ thế kỷ 21 TCN, và từ phần sau của thế kỷ 20 TCN đã xác lập quyền lực ở phía đông bắc Levant và trung tâm Lưỡng Hà. Sau một cuộc đấu tranh kéo dài trong nhiều thập kỷ với các vị vua Assyria hùng mạnh Shamshi-Adad I và Ishme-Dagan I, Hammurabi đã buộc người kế vị Mut-Ashkur của họ phải thần phục Babylon vào khoảng năm 1751 TCN và nhượng lại các thuộc địa Hatti và Hurri lâu đời của Assyria ở Anatolia.
Một trong những công trình quan trọng và kéo dài nhất của Hammurabi là việc biên soạn bộ luật Babylon, hoàn thiện từ các bộ luật trước đây của Sumer, Akkad và Assyria. Việc này được Hammurabi cho tiến hành sau khi đuổi người Elam ra khỏi vương quốc. Năm 1901, một bản sao của Bộ luật Hammurabi đã được Jacques de Morgan và Jean-Vincent Scheil phát hiện trên một tấm bia tại Susa ở Elam. Bản sao đó hiện đang ở Louvre.
Từ trước năm 3000 TCN cho đến triều đại Hammurabi, trung tâm văn hóa và tôn giáo lớn của miền nam Lưỡng Hà là thành phố cổ Nippur, nơi thờ phụng thần Enlil. Hammurabi đã chuyển vị trí thống trị sang Babylon, biến vị thần bản địa của Babylon Marduk trở thành thần linh tối cao của miền nam Lưỡng Hà (cùng với Ashur, và ở một mức độ nào đó là Ishtar, vẫn là vị thần thống trị ở Assyria miền bắc Lưỡng Hà). Thành Babylon được coi như một "thành phố linh thiêng", là vùng đất bắt buộc phải giành được đối với bất kỳ người cai trị hợp pháp nào ở miền nam Lưỡng Hà. Hammurabi đã biến một thị trấn nhỏ thành một thành phố lớn, hùng mạnh và có ảnh hưởng trên toàn bộ miền nam Lưỡng Hà.
Babylon dưới thời Amorite cai trị cũng giống như các quốc gia tiền thân, tham gia buôn bán thường xuyên với các thành bang Amorite và Canaan ở phía tây. Các quan chức hoặc quân đội Babylon có khi đi đến Levant và Canaan, còn các thương nhân Amorite hoạt động tự do trên khắp Lưỡng Hà. Các quốc vương của Babylon vẫn liên kết mạnh mẽ với vùng phía tây trong một thời gian. Ammi-Ditana, chắt của Hammurabi, tự xưng là "vua của xứ sở Amorite". Cha và con trai của Ammi-Ditana cũng có tên Amorite: Abi-Eshuh và Ammi-Saduqa.

### Suy tàn

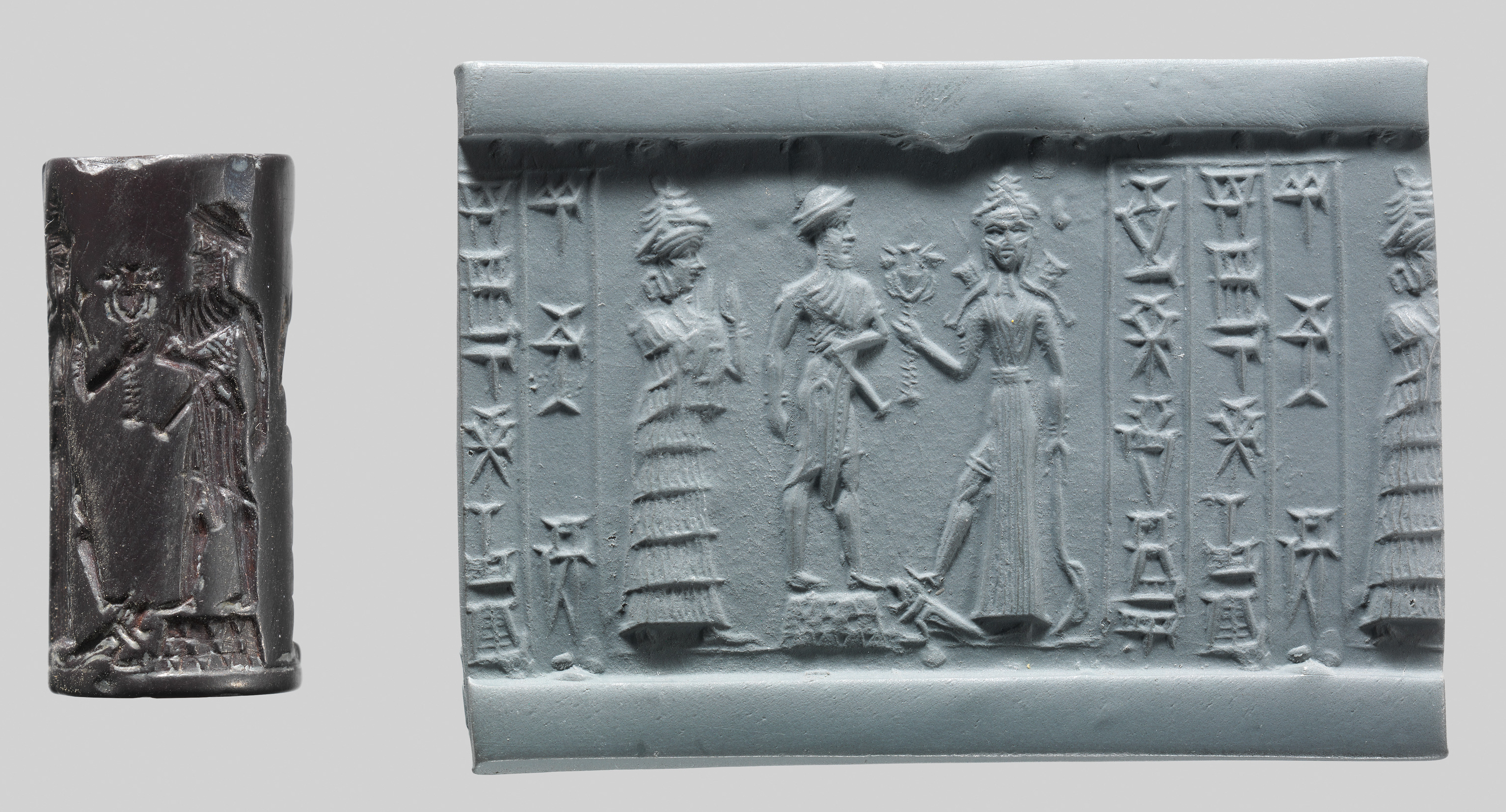
Con dấu hình trụ, k. thế kỷ 17-18 TCN. Babylonia

Miền Nam Lưỡng Hà do khá bằng phẳng, không có địa hình hiểm trở nên liên tục bị các tộc người du mục từ các vùng khác tấn công. Sau cái chết của Hammurabi, đế chế của ông bắt đầu tan rã nhanh chóng. Dưới thời vị vua kế vị là Samsu-iluna (1750 - 1712 TCN), vùng cực Nam đã bị một vị thủ lĩnh người Akkad bản địa có tên gọi là Ilum-ma-ilī đã đánh chiếm và lập nên vương quốc Hải Địa, độc lập với Babylonia trong 272 năm tiếp theo.
Người Babylon và những người cai trị Amorite bị đuổi khỏi Assyria lên phía bắc bởi một tổng trấn Assyria-Akka là Puzur-Sin k. 1740 TCN. Ông tuyên bố vua Mut-Ashkur vừa là người ngoại bang Amorite vừa là tay sai của Babylon. Sau sáu năm nội chiến ở Assyria, một vị vua bản địa tên là Adasi thâu tóm quyền lực k. 1735 TCN, và tiếp tục đánh chiếm các vùng lãnh thổ Babylon và Amorite ở trung tâm Lưỡng Hà, cũng như người kế vị ông là Bel-bani.
Ách cai trị của người Amorite còn lại ở một Babylon bị giảm đi đáng kể, người kế vị của Samshu-iluna, Abi-Eshuh đã cố giành lại lãnh thổ Hải Địa, nhưng thất bại dưới tay vua Damqi-ilishu II. Vào cuối triều đại của ông, Babylonia đã bị thu hẹp trở lại thành một quốc gia nhỏ bé và tương đối yếu nhược như trước đây, tuy thành phố này lớn hơn nhiều so với thị trấn nhỏ trước thời Hammurabi.
Samsu-Ditana là vị vua Amorite cuối cùng của Babylon. Những người Hitti nói tiếng Ấn-Âu gốc Anatolia đã tấn công Babylon vào năm 1595 TCN, lật đổ Samsu-Ditana sau "trận phá thành Babylon" của vua Hitti Mursili I. Người Hitti rút đi, để lại vùng đất cho đồng minh Kassite của họ.   

## Các nhà cai trị Babylon theo niên đại trung
| Vua                             |                                                                                     | Trị vì           | Ghi chú                                                                        |
| ------------------------------- | ----------------------------------------------------------------------------------- | ---------------- | ------------------------------------------------------------------------------ |
| Sumu-abum hoặc Su-abu           |                                                                                     | k. 1894-1881 TCN | Cùng thời với Ilushuma của Assyria                                             |
| Sumu-la-El                      |                                                                                     | k. 1881-1845 TCN | Cùng thời với Erishum I của Assyria                                            |
| Sabium hoặc Sabum               |                                                                                     | k. 1845-1831 TCN | Con trai của Sumu-la-El                                                        |
| Apil-Sin                        |                                                                                     | k. 1831-1813 TCN | Con trai của Sabium                                                            |
| Shin-muballit                   |                                                                                     | k. 1813-1792 TCN | Con trai của Apil-Sin                                                          |
| Hammurabi (Vị vua lớn đầu tiên) |                                                                                     | k. 1792-1750 TCN | Cùng thời với Zimri-Lim của Mari, Siwe-palar-huppak của Elam và Shamshi-Adad I |
| Samsu-iluna                     | liên kết=File:Image_from_page_25_of_%22Ancient_seals_of_the_Near_East%22_(1940).jpg | k. 1750-1712 TCN | Con trai của Hammurabi                                                         |
| Abi-eshuh hoặc Abieshu          |                                                                                     | k. 1712-1684 TCN | Con trai Samsu-iluna                                                           |
| Ammi-ditana                     |                                                                                     | k. 1684-1647 TCN | Con trai của Abi-eshuh                                                         |
| Ammi-saduqa hoặc Ammisaduqa     |                                                                                     | k. 1647-1626 TCN | Trên phiến đất sét Venus của Ammisaduqa                                        |
| Samsu-Ditana                    |                                                                                     | k. 1626-1595 TCN | Thành Babylon bị người Hitti công phá.                                         |

## Dẫn nguồn
1. ↑  F. Leo Oppenheim, Ancient Mesopotamia
2. ↑  Robert William Rogers, A History of Babylonia and Assyria, Volume I, Eaton and Mains, 1900.
3. ↑  Oppenheim Ancient Mesopotamia
4. ↑  Georges Roux, Ancient Iraq
5. ↑  Frankfort, Henri; Roaf, Michael; Matthews, Donald (1996). The Art and Architecture of the Ancient Orient (bằng tiếng Anh). Yale University Press. tr. 107. ISBN 978-0-300-06470-4.